# Wik-iiyanh
Wik-iiyanh är ett australiskt språk som talades av 40 personer år 1981. Wik-iiyanh talas i Queensland. Wik-iiyanh tillhör de pama-nyunganska språken.